# Olympische Winterspiele 2022/Teilnehmer (Italien)
| Gelbes Symbol für Goldmedaillen mit stilisierten Olympischen Ringen | Graues Symbol für Silbermedaillen mit stilisierten Olympischen Ringen | Braundes Symbol für Bronzemedaillen mit stilisierten Olympischen Ringen |
| ------------------------------------------------------------------- | --------------------------------------------------------------------- | ----------------------------------------------------------------------- |
| 2                                                                   | 7                                                                     | 8                                                                       |

Italien nahm an den Olympischen Winterspielen 2022 in Peking mit 119 Athleten – 47 Frauen und 72 Männer – in 14 Sportarten teil. Es war die 24. Teilnahme des Landes an Olympischen Winterspielen.
Für die Eröffnungsfeier wurde Michela Moioli als Fahnenträgerin ihrer Nation nominiert, für die Schlusszeremonie die Eisschnellläuferin Francesca Lollobrigida.

## Medaillen

### Medaillenspiegel
| Rang   | Sportart       | Gold | Silber | Bronze | Gesamt |
| ------ | -------------- | ---- | ------ | ------ | ------ |
| 1      | Shorttrack     | 1    | 2      | 1      | 4      |
| 2      | Curling        | 1    | —      | —      | 1      |
| 3      | Ski Alpin      | —    | 2      | 2      | 4      |
| 4      | Eisschnelllauf | —    | 1      | 2      | 3      |
| 5      | Snowboard      | —    | 1      | 1      | 2      |
| 6      | Skilanglauf    | —    | 1      | —      | 1      |
| 7      | Biathlon       | —    | —      | 1      | 1      |
| 7      | Rennrodeln     | —    | —      | 1      | 1      |
| Gesamt | Gesamt         | 2    | 7      | 8      | 17     |

### Medaillengewinner
| Namen | Sportart       | Wettkampf              |
| --- | -------------- | ---------------------- |
| Gold |                |                        |
| Arianna Fontana | Shorttrack     | 500 m                  |
| Stefania Constantini Amos Mosaner                                                                                                   | Curling        | Mixed Doubles          |
| Silber |                |                        |
| Francesca Lollobrigida | Eisschnelllauf | 3000 m                 |
| Arianna Fontana Martina Valcepina Pietro Sighel Andrea Cassinelli Arianna Valcepina (Viertelfinale) Yuri Confortola (Viertelfinale) | Shorttrack     | 2000 m Mixed-Staffel   |
| Federica Brignone | Ski Alpin      | Riesenslalom           |
| Federico Pellegrino | Skilanglauf    | Einzel-Sprint          |
| Michela Moioli Omar Visintin | Snowboard      | Snowboardcross (Mixed) |
| Sofia Goggia | Ski Alpin      | Abfahrt                |
| Arianna Fontana | Shorttrack     | 1500 m                 |
| Bronze |                |                        |
| Dominik Fischnaller | Rennrodeln     | Einsitzer              |
| Omar Visintin | Snowboard      | Snowboardcross         |
| Davide Ghiotto | Eisschnelllauf | 10.000 m               |
| Dorothea Wierer | Biathlon       | 7,5 km Sprint          |
| Nadia Delago | Ski Alpin      | Abfahrt                |
| Pietro Sighel Andrea Cassinelli Yuri Confortola Tommaso Dotti                                                                       | Shorttrack     | 5000 m Staffel         |
| Federica Brignone | Ski Alpin      | Kombination            |
| Francesca Lollobrigida | Eisschnelllauf | Massenstart            |

## Teilnehmer nach Sportarten

### Biathlon
| Athleten                                                         | Wettbewerbe         | Zeit        | Fehler          | Rang   |
| ---------------------------------------------------------------- | ------------------- | ----------- | --------------- | ------ |
| Frauen                                                           |                     |             |                 |        |
| Michela Carrara                                                  | 15 km Einzel        | 51:29,1 min | 5 (1+2+1+1)     | 60     |
| Samuela Comola                                                   | 7,5 km Sprint       | 23:30,7 min | 1 (1+0)         | 57     |
| Samuela Comola                                                   | 10 km Verfolgung    | 40:10,4 min | 3 (0+1+1+1)     | 57     |
| Federica Sanfilippo                                              | 7,5 km Sprint       | 24:57,1 min | 5 (3+2)         | 82     |
| Federica Sanfilippo                                              | 15 km Einzel        | 50:09,3 min | 5 (0+2+1+2)     | 49     |
| Lisa Vittozzi                                                    | 7,5 km Sprint       | 23:09,1 min | 4 (4+0)         | 36     |
| Lisa Vittozzi                                                    | 10 km Verfolgung    | 39:21,2 min | 4 (1+2+0+1)     | 32     |
| Lisa Vittozzi                                                    | 15 km Einzel        | 52:57,1 min | 8 (5+1+2+0)     | 76     |
| Dorothea Wierer                                                  | 7,5 km Sprint       | 21:21,5 min | 0 (0+0)         | Bronze |
| Dorothea Wierer                                                  | 10 km Verfolgung    | 36:56,0 min | 3 (0+0+2+1)     | 6      |
| Dorothea Wierer                                                  | 15 km Einzel        | 46:45,0 min | 3 (0+1+0+2)     | 18     |
| Dorothea Wierer                                                  | 12,5 km Massenstart | 43:41,0 min | 8 (2+2+2+2)     | 22     |
| Lisa Vittozzi Dorothea Wierer Samuela Comola Federica Sanfilippo | 4 × 6-km-Staffel    | 1:12:37,0 h | 0+5 (0+1 0+4)   | 5      |
| Männer                                                           |                     |             |                 |        |
| Didier Bionaz                                                    | 20 km Einzel        | 54:44,7 min | 3 (1+1+1+0)     | 48     |
| Thomas Bormolini                                                 | 10 km Sprint        | 25:44,1 min | 1 (1+0)         | 23     |
| Thomas Bormolini                                                 | 12,5 km Verfolgung  | 44:04,5 min | 6 (0+1+1+4)     | 33     |
| Thomas Bormolini                                                 | 20 km Einzel        | 55:48,6 min | 5 (0+1+2+2)     | 63     |
| Tommaso Giacomel                                                 | 10 km Sprint        | 26:52,2 min | 4 (1+3)         | 64     |
| Lukas Hofer                                                      | 10 km Sprint        | 25:19,6 min | 1 (0+1)         | 14     |
| Lukas Hofer                                                      | 12,5 km Verfolgung  | 39:58,6 min | 0 (0+0+0+0)     | 4      |
| Lukas Hofer                                                      | 15 km Massenstart   | 42:58,8 min | 6 (1+1+2+2)     | 27     |
| Lukas Hofer                                                      | 20 km Einzel        | 52:43,6 min | 2 (0+2+0+0)     | 27     |
| Dominik Windisch                                                 | 10 km Sprint        | 25:51,6 min | 2 (0+2)         | 30     |
| Dominik Windisch                                                 | 12,5 km Verfolgung  | 43:41,9 min | 7 (1+1+3+2)     | 26     |
| Dominik Windisch                                                 | 15 km Massenstart   | 39:52,8 min | 3 (0+2+1+0)     | 5      |
| Dominik Windisch                                                 | 20 km Einzel        | 51:25,6 min | 2 (0+0+1+1)     | 14     |
| Thomas Bormolini Tommaso Giacomel Lukas Hofer Dominik Windisch   | 4 × 7,5-km-Staffel  | 1:21:48,8 h | 2+13 (1+4 1+9)  | 7      |
| Mixed                                                            |                     |             |                 |        |
| Lisa Vittozzi Dorothea Wierer Thomas Bormolini Lukas Hofer       | 4 × 6-km-Staffel    | 1:09:25,3 h | 2+14 (0+4 2+10) | 9      |

### Bob
| Athleten                                                          | Wettbewerb | Lauf 1      | Lauf 1 | Lauf 2      | Lauf 2 | Lauf 3      | Lauf 3 | Lauf 4        | Lauf 4        | Gesamt      | Gesamt |
| Athleten                                                          | Wettbewerb | Zeit        | Rang   | Zeit        | Rang   | Zeit        | Rang   | Zeit          | Rang          | Zeit        | Rang   |
| ----------------------------------------------------------------- | ---------- | ----------- | ------ | ----------- | ------ | ----------- | ------ | ------------- | ------------- | ----------- | ------ |
| Frauen                                                            |            |             |        |             |        |             |        |               |               |             |        |
| Giada Andreutti                                                   | Monobob    | 1:06:07 min | 17     | 1:05,77 min | 10     | 1:06,57 min | 16     | 1:06,38 min   | 12            | 4:24,79 min | 15     |
| Männer                                                            |            |             |        |             |        |             |        |               |               |             |        |
| Patrick Baumgartner Robert Mircea                                 | Zweierbob  | 1:00,08 min | 20     | 1:00,47 min | 24     | 1:00,38 min | 21     | ausgeschieden | ausgeschieden | 3:00,93 min | 21     |
| Patrick Baumgartner Eric Fantazzini Alex Verginer Lorenzo Bilotti | Viererbob  | 59,36 s     | 17     | 59,72 s     | 20     | 59,34 s     | 15     | 59,28 s       | 4             | 3:57,70 min | 15     |
| Mattia Variola Robert Mircea Alex Pagnini Delmas Obou             | Viererbob  | 1:00,25 min | 27     | 1:00,33 min | 27     | 1:00,07 min | 26     | ausgeschieden | ausgeschieden | 3:00,65 min | 27     |

### Curling
| Wettbewerb      | Männer | Mixed Doubles |
| --------------- | --- | --- |
| Athleten        | Joël Retornaz Amos Mosaner Sebastiano Arman Simone Gonin Mattia Giovanella                                                                      | Stefania Constantini Amos Mosaner |
| Vorrunde        | Großbritannien (5:7) Schweden (3:9) China (9:12) ROC (7:10) Schweiz (8:4) Kanada (3:7) Vereinigte Staaten (10:4) Dänemark (10:3) Norwegen (4:9) | Vereinigte Staaten (8:4) Schweiz (8:7) Norwegen (11:8) Tschechien (10:2) Australien (7:3) Großbritannien (7:5) China (8:4) Schweden (12:8) Kanada (8:7) |
| Tie-Breaker     | ausgeschieden | — |
| Halbfinale      | ausgeschieden | Schweden (8:1) |
| Spiel um Bronze | ausgeschieden | — |
| Finale          | ausgeschieden | Norwegen (8:5) |
| Rang            | 9 | Gold |

### Eiskunstlauf
| Athleten                                                                                          | Wettbewerbe    | Kurzprogramm/ Rhythmustanz | Kurzprogramm/ Rhythmustanz | Kür/ Kürtanz       | Kür/ Kürtanz       | Gesamt | Gesamt |
| Athleten                                                                                          | Wettbewerbe    | Punkte                     | Rang                       | Punkte             | Rang               | Punkte | Rang   |
| ------------------------------------------------------------------------------------------------- | -------------- | -------------------------- | -------------------------- | ------------------ | ------------------ | ------ | ------ |
| Männer                                                                                            |                |                            |                            |                    |                    |        |        |
| Daniel Grassl                                                                                     | Einzel         | 90,64                      | 12                         | 187,43             | 4                  | 278,07 | 7      |
| Matteo Rizzo                                                                                      | Einzel         | 88,63                      | 13                         | 158,90             | 17                 | 247,53 | 16     |
| Mixed                                                                                             |                |                            |                            |                    |                    |        |        |
| Charlène Guignard Marco Fabbri                                                                    | Eistanz        | 82,68                      | 7                          | 124,37             | 5                  | 207,05 | 5      |
| Nicole Della Monica Matteo Guarise                                                                | Paarlauf       | 63,58                      | 10                         | 116,29             | 13                 | 179,87 | 13     |
| Rebecca Ghilardi Filippo Ambrosini                                                                | Paarlauf       | 55,83                      | 16                         | 109,60             | 14                 | 165,43 | 14     |
| Lara Naki Gutmann Daniel Grassl Nicole Della Monica/Matteo Guarise Charlène Guignard/Marco Fabbri | Teamwettbewerb | 20                         | 7                          | nicht qualifiziert | nicht qualifiziert | 20     | 7      |

### Eisschnelllauf
| Athleten               | Wettbewerbe | Zeit         | Rang   |
| ---------------------- | ----------- | ------------ | ------ |
| Frauen                 |             |              |        |
| Francesca Lollobrigida | 1500 m      | 1:55,20 min  | 6      |
| Francesca Lollobrigida | 3000 m      | 3:58,06 min  | Silber |
| Francesca Lollobrigida | 5000 m      | 6:51,76 min  | 4      |
| Männer                 |             |              |        |
| David Bosa             | 500 m       | 35,168 s     | 23     |
| David Bosa             | 1000 m      | 1:09,35 min  | 15     |
| Jeffrey Rosanelli      | 500 m       | 35,08 s      | 19     |
| Alessio Trentini       | 1500 m      | 1:48,33 min  | 25     |
| Davide Ghiotto         | 5000 m      | 6:16,92 min  | 8      |
| Davide Ghiotto         | 10.000 m    | 12:45,98 min | Bronze |
| Andrea Giovannini      | 5000 m      | 6:30,11 min  | 20     |
| Michele Malfatti       | 5000 m      | 6:21,47 min  | 15     |
| Michele Malfatti       | 10.000 m    | 13:01,42 min | 9      |

| Athleten               | Wettbewerbe | Halbfinale | Halbfinale | Finale        | Finale        | Rang   |
| Athleten               | Wettbewerbe | Punkte     | Rang       | Punkte        | Rang          | Rang   |
| ---------------------- | ----------- | ---------- | ---------- | ------------- | ------------- | ------ |
| Frauen                 |             |            |            |               |               |        |
| Francesca Lollobrigida | Massenstart | 62         | 1          | 20            | 3             | Bronze |
| Männer                 |             |            |            |               |               |        |
| Andrea Giovannini      | Massenstart | 60         | 1          | 0             | 11            | 11     |
| Michele Malfatti       | Massenstart | 1          | 11         | ausgeschieden | ausgeschieden | 20     |

| Athleten                                          | Wettbewerbe    | Viertelfinale | Viertelfinale | Halbfinale    | Halbfinale    | Finale          | Finale      | Rang |
| Athleten                                          | Wettbewerbe    | Zeit          | Rang          | Gegner        | Zeit          | Gegner          | Zeit        | Rang |
| ------------------------------------------------- | -------------- | ------------- | ------------- | ------------- | ------------- | --------------- | ----------- | ---- |
| Männer                                            |                |               |               |               |               |                 |             |      |
| Davide Ghiotto Andrea Giovannini Michele Malfatti | Teamverfolgung | 3:42,04 min   | 7             | ausgeschieden | ausgeschieden | D-Finale: China | 3:44,20 min | 7    |

### Freestyle-Skiing
| Athleten          | Wettbewerbe | Qualifikation | Qualifikation | Finale        | Finale        | Rang |
| Athleten          | Wettbewerbe | Punkte        | Rang          | Punkte        | Rang          | Rang |
| ----------------- | ----------- | ------------- | ------------- | ------------- | ------------- | ---- |
| Frauen            |             |               |               |               |               |      |
| Silvia Bertagna   | Big Air     | 17,00         | 25            | ausgeschieden | ausgeschieden | 25   |
| Silvia Bertagna   | Slopestyle  | 68,90         | 8             | 61,85         | 10            | 10   |
| Elisa Maria Nakab | Slopestyle  | 32,70         | 24            | ausgeschieden | ausgeschieden | 24   |
| Männer            |             |               |               |               |               |      |
| Leonardo Donaggio | Big Air     | 170,50        | 10            | 172,00        | 5             | 5    |
| Leonardo Donaggio | Slopestyle  | 63,48         | 18            | ausgeschieden | ausgeschieden | 18   |

| Athleten          | Wettbewerbe | Qualifikation | Qualifikation | Achtelfinale | Viertelfinale | Halbfinale    | Finale        | Rang |
| Athleten          | Wettbewerbe | Zeit          | Rang          | Rang         | Rang          | Rang          | Rang          | Rang |
| ----------------- | ----------- | ------------- | ------------- | ------------ | ------------- | ------------- | ------------- | ---- |
| Frauen            |             |               |               |              |               |               |               |      |
| Lucrezia Fantelli | Skicross    | 1:18,17 min   | 6             | 3 (DNF)      | ausgeschieden | ausgeschieden | ausgeschieden | 17   |
| Jole Galli        | Skicross    | 1:19,20 min   | 12            | 2            | 3             | ausgeschieden | ausgeschieden | 10   |
| Männer            |             |               |               |              |               |               |               |      |
| Simone Deromedis  | Skicross    | 1:12,48 min   | 8             | 1            | 2             | 3             | B-Finale: 1   | 5    |

### Nordische Kombination
| Athleten                                                      | Wettbewerb                               | Skispringen | Skispringen | Skispringen | Langlauf    | Langlauf | Rang |
| Athleten                                                      | Wettbewerb                               | Weite       | Punkte      | Rang        | Zeit        | Rang     | Rang |
| ------------------------------------------------------------- | ---------------------------------------- | ----------- | ----------- | ----------- | ----------- | -------- | ---- |
| Männer                                                        |                                          |             |             |             |             |          |      |
| Iacopo Bortolas                                               | Gundersenwettkampf (Normalschanze/10 km) | 93,5 m      | 97,0        | 26          | 29:54,8 min | 33       | 33   |
| Iacopo Bortolas                                               | Gundersenwettkampf (Großschanze/10 km)   | 121,5 m     | 87,7        | 29          | 32:29,6 min | 39       | 39   |
| Raffaele Buzzi                                                | Gundersenwettkampf (Normalschanze/10 km) | 93,0 m      | 99,9        | 22          | 26:59,3 min | 16       | 16   |
| Raffaele Buzzi                                                | Gundersenwettkampf (Großschanze/10 km)   | 124,0 m     | 98,7        | 21          | 29:18,9 min | 22       | 22   |
| Samuel Costa                                                  | Gundersenwettkampf (Großschanze/10 km)   | 110,0 m     | 64,3        | 40          | 32:22,3 min | 38       | 38   |
| Alessandro Pittin                                             | Gundersenwettkampf (Normalschanze/10 km) | 75,5 m      | 62,9        | 40          | 29:33,4 min | 32       | 32   |
| Alessandro Pittin                                             | Gundersenwettkampf (Großschanze/10 km)   | 105,0 m     | 55,8        | 43          | 31:31,8 min | 33       | 33   |
| Iacopo Bortolas Raffaele Buzzi Samuel Costa Alessandro Pittin | Teamwettbewerb                           | 455,0 m     | 320,1       | 9           | 57:07,0 min | 9        | 9    |

### Rennrodeln
| Athlet                                                        | Wettbewerb   | Lauf 1       | Lauf 1 | Lauf 2   | Lauf 2 | Lauf 3   | Lauf 3 | Lauf 4   | Lauf 4 | Gesamt       | Gesamt |
| Athlet                                                        | Wettbewerb   | Zeit         | Rang   | Zeit     | Rang   | Zeit     | Rang   | Zeit     | Rang   | Zeit         | Rang   |
| ------------------------------------------------------------- | ------------ | ------------ | ------ | -------- | ------ | -------- | ------ | -------- | ------ | ------------ | ------ |
| Frauen                                                        |              |              |        |          |        |          |        |          |        |              |        |
| Verena Hofer                                                  | Einsitzer    | 58,960 s     | 9      | 59,037 s | 9      | 58,961 s | 16     | 59,584 s | 16     | 3:56,543 min | 13     |
| Andrea Vötter                                                 | Einsitzer    | 59,145 s     | 14     | 59,045 s | 10     | 58,852 s | 10     | 58,935 s | 11     | 3:55,977 min | 10     |
| Nina Zöggeler                                                 | Einsitzer    | 59,464 s     | 18     | 59,160 s | 16     | 59,085 s | 19     | 59,275 s | 14     | 3:56,984 min | 15     |
| Männer                                                        |              |              |        |          |        |          |        |          |        |              |        |
| Dominik Fischnaller                                           | Einsitzer    | 57,361 s     | 3      | 57,444 s | 3      | 57,461 s | 5      | 57,420 s | 3      | 3:49,686 min | Bronze |
| Leon Felderer                                                 | Einsitzer    | 57,814 s     | 12     | 58,211 s | 11     | 57,855 s | 11     | 57,960 s | 14     | 3:51,840 min | 11     |
| Kevin Fischnaller                                             | Einsitzer    | DNS          | DNS    | DNS      | DNS    | DNS      | DNS    | DNS      | DNS    | DNS          | DNS    |
| Emanuel Rieder Simon Kainzwaldner                             | Doppelsitzer | 58,602 s     | 4      | 58,995 s | 7      | —        | —      | —        | —      | 1:57,597 min | 6      |
| Mixed                                                         |              |              |        |          |        |          |        |          |        |              |        |
| Andrea Vötter Leon Felderer Emanuel Rieder/Simon Kainzwaldner | Teamstaffel  | 3:04,852 min | 5      | —        | —      | —        | —      | —        | —      | 3:04,852 min | 5      |

Kevin Fischnaller durfte wegen einer SARS-CoV-2-Infektion nicht starten.

### Shorttrack
| Athlet | Wettbewerb     | Vorlauf      | Vorlauf | Viertelfinale | Viertelfinale | Halbfinale    | Halbfinale    | Finale                 | Finale        | Rang   |
| Athlet | Wettbewerb     | Zeit         | Rang    | Zeit          | Rang          | Zeit          | Rang          | Zeit                   | Rang          | Rang   |
| --- | -------------- | ------------ | ------- | ------------- | ------------- | ------------- | ------------- | ---------------------- | ------------- | ------ |
| Frauen |                |              |         |               |               |               |               |                        |               |        |
| Arianna Fontana | 500 m          | 42,940 s     | 1       | 42,635 s      | 1             | 42,387 s      | 1             | 42,488 s               | 1             | Gold   |
| Arianna Fontana | 1000 m         | 1:30,066 min | 1       | 1:29,324 min  | 1             | 1:26,811 min  | 2             | PEN                    | PEN           | 10     |
| Arianna Fontana | 1500 m         | —            | —       | 2:32,946 min  | 2             | 2:22,196 min  | 2             | 2:17,862 min           | 2             | Silber |
| Arianna Valcepina | 500 m          | 43,070 s     | 3       | 42,891 s      | 2             | 44,044 s      | 5             | ausgeschieden          | ausgeschieden | 9      |
| Martina Valcepina | 500 m          | 43,606 s     | 2       | PEN           | PEN           | ausgeschieden | ausgeschieden | ausgeschieden          | ausgeschieden | 20     |
| Cynthia Mascitto | 1000 m         | 1:28,471 min | 3       | ausgeschieden | ausgeschieden | ausgeschieden | ausgeschieden | ausgeschieden          | ausgeschieden | 21     |
| Cynthia Mascitto | 1500 m         | —            | —       | 2:20,268 min  | 3             | 2:20,272 min  | 3             | B-Finale: 2:45,697 min | 5             | 12     |
| Arianna Sighel | 1500 m         | —            | —       | 2:22,318 min  | 5             | ausgeschieden | ausgeschieden | ausgeschieden          | ausgeschieden | 28     |
| Arianna Fontana Arianna Valcepina Martina Valcepina Cynthia Mascitto                                                                | 3000 m Staffel | —            | —       | —             | —             | 4:17,438 min  | 4             | B-Finale: 4:09,688 min | 1             | 5      |
| Männer |                |              |         |               |               |               |               |                        |               |        |
| Andrea Cassinelli | 500 m          | 42,791 s     | 3       | ausgeschieden | ausgeschieden | ausgeschieden | ausgeschieden | ausgeschieden          | ausgeschieden | 23     |
| Yuri Confortola | 1500 m         | —            | —       | 2:12,853 min  | 4             | ohne Zeit     | 5 ADV         | 2:12,384 min           | 10            | 10     |
| Pietro Sighel | 500 m          | 40,350 s     | 2       | 40,644 s      | 2             | 40,847 s      | 2             | ohne Zeit              | 5             | 5      |
| Pietro Sighel | 1000 m         | 2:10,039 min | 3       | PEN           | PEN           | ausgeschieden | ausgeschieden | ausgeschieden          | ausgeschieden | 18     |
| Pietro Sighel | 1500 m         | —            | —       | PEN           | PEN           | ausgeschieden | ausgeschieden | ausgeschieden          | ausgeschieden | PEN    |
| Luca Spechenhauser | 1000 m         | PEN          | PEN     | ausgeschieden | ausgeschieden | ausgeschieden | ausgeschieden | ausgeschieden          | ausgeschieden | PEN    |
| Luca Spechenhauser | 1500 m         | —            | —       | 2:56,796 min  | 6             | ausgeschieden | ausgeschieden | ausgeschieden          | ausgeschieden | 32     |
| Andrea Cassinelli Yuri Confortola Tommaso Dotti Pietro Sighel                                                                       | 5000 m Staffel | —            | —       | —             | —             | 6:38,899 min  | 2             | 6:43,431 min           | 3             | Bronze |
| Mixed |                |              |         |               |               |               |               |                        |               |        |
| Arianna Fontana Martina Valcepina Pietro Sighel Andrea Cassinelli Arianna Valcepina (Viertelfinale) Yuri Confortola (Viertelfinale) | 2000 m Staffel | —            | —       | 2:38,308 min  | 4             | 2:36,895 min  | 2             | 2:37,364 min           | 2             | Silber |

### Skeleton
| Athlet              | Lauf 1      | Lauf 1 | Lauf 2      | Lauf 2 | Lauf 3      | Lauf 3 | Lauf 4      | Lauf 4 | Gesamt      | Gesamt |
| Athlet              | Zeit        | Rang   | Zeit        | Rang   | Zeit        | Rang   | Zeit        | Rang   | Zeit        | Rang   |
| ------------------- | ----------- | ------ | ----------- | ------ | ----------- | ------ | ----------- | ------ | ----------- | ------ |
| Frauen              |             |        |             |        |             |        |             |        |             |        |
| Valentina Margaglio | 1:02,84 min | 17     | 1:03,04 min | 15     | 1:02,45 min | 14     | 1:02,05 min | 3      | 4:10,38 min | 12     |
| Männer              |             |        |             |        |             |        |             |        |             |        |
| Amedeo Bagnis       | 1:01,05 min | 10     | 1:01,19 min | 14     | 1:00,83 min | 11     | 1:01,01 min | 12     | 4:04,08 min | 11     |
| Mattia Gaspari      | 1:01,20 min | 12     | 1:01,31 min | 15     | 1:01,16 min | 15     | 1:01,36 min | 16     | 4:05,03 min | 14     |

### Ski Alpin
| Athleten            | Wettbewerbe  | 1. Lauf     | 1. Lauf | 2. Lauf       | 2. Lauf       | Gesamt        | Gesamt        |
| Athleten            | Wettbewerbe  | Zeit        | Rang    | Zeit          | Rang          | Zeit          | Rang          |
| ------------------- | ------------ | ----------- | ------- | ------------- | ------------- | ------------- | ------------- |
| Frauen              |              |             |         |               |               |               |               |
| Marta Bassino       | Super-G      | —           | —       | —             | —             | 1:15,08 min   | 17            |
| Marta Bassino       | Riesenslalom | DNF         | DNF     | ausgeschieden | ausgeschieden | ausgeschieden | ausgeschieden |
| Marta Bassino       | Kombination  | 1:33,45 min | 13      | DNF           | DNF           | ausgeschieden | ausgeschieden |
| Federica Brignone   | Super-G      | —           | —       | —             | —             | 1:14,17 min   | 7             |
| Federica Brignone   | Slalom       | 54,41 s     | 20      | DNF           | DNF           | ausgeschieden | ausgeschieden |
| Federica Brignone   | Riesenslalom | 57,98 s     | 3       | 57,99 s       | 5             | 1:55,97 min   | Silber        |
| Federica Brignone   | Kombination  | 1:33,11 min | 8       | 54,41 s       | 4             | 2:27,52 min   | Bronze        |
| Elena Curtoni       | Abfahrt      | —           | —       | —             | —             | 1:32,87 min   | 5             |
| Elena Curtoni       | Super-G      | —           | —       | —             | —             | 1:14,34 min   | 10            |
| Elena Curtoni       | Riesenslalom | 1:00,50 min | 24      | 59,41 s       | 21            | 1:59,91 min   | 20            |
| Elena Curtoni       | Kombination  | DNF         | DNF     | ausgeschieden | ausgeschieden | ausgeschieden | ausgeschieden |
| Nadia Delago        | Abfahrt      | —           | —       | —             | —             | 1:32,44 min   | Bronze        |
| Nicol Delago        | Abfahrt      | —           | —       | —             | —             | 1:33,69 min   | 11            |
| Nicol Delago        | Kombination  | 1:33,12 min | 9       | DNF           | DNF           | ausgeschieden | ausgeschieden |
| Lara Della Mea      | Slalom       | 56,00 s     | 35      | 54,53 s       | 30            | 1:50,53 min   | 30            |
| Sofia Goggia        | Abfahrt      | —           | —       | —             | —             | 1:32,03 min   | Silber        |
| Anita Gulli         | Slalom       | 55,46 s     | 32      | 54,32 s       | 29            | 1:49,78 min   | 29            |
| Francesca Marsaglia | Super-G      | —           | —       | —             | —             | 1:15,61 min   | 22            |
| Männer              |              |             |         |               |               |               |               |
| Luca De Aliprandini | Riesenslalom | 1:03,42 min | 6       | DNF           | DNF           | ausgeschieden | ausgeschieden |
| Christof Innerhofer | Abfahrt      | —           | —       | —             | —             | DNF           | DNF           |
| Christof Innerhofer | Super-G      | —           | —       | —             | —             | DNF           | DNF           |
| Christof Innerhofer | Kombination  | 1:44,19 min | 7       | 51,61 s       | 11            | 2:35,80 min   | 10            |
| Matteo Marsaglia    | Abfahrt      | —           | —       | —             | —             | 1:44,06 min   | 15            |
| Matteo Marsaglia    | Super-G      | —           | —       | —             | —             | 1:22,16 min   | 18            |
| Dominik Paris       | Abfahrt      | —           | —       | —             | —             | 1:43,21 min   | 6             |
| Dominik Paris       | Super-G      | —           | —       | —             | —             | 1:22,62 min   | 21            |
| Giuliano Razzoli    | Slalom       | 54,79 s     | 12      | 50,26 s       | 4             | 1:45,05 min   | 8             |
| Tommaso Sala        | Riesenslalom | DNF         | DNF     | ausgeschieden | ausgeschieden | ausgeschieden | ausgeschieden |
| Tommaso Sala        | Slalom       | 54,37 s     | 8       | 51,00 s       | 19            | 1:45,37 min   | 11            |
| Alex Vinatzer       | Riesenslalom | DNF         | DNF     | ausgeschieden | ausgeschieden | ausgeschieden | ausgeschieden |
| Alex Vinatzer       | Slalom       | 55,39 s     | 17      | DNF           | DNF           | ausgeschieden | ausgeschieden |

| Athleten                                                                                    | Wettbewerbe | Achtelfinale | Achtelfinale | Viertelfinale      | Viertelfinale | Halbfinale    | Halbfinale    | Finale/Platz 3 | Finale/Platz 3 | Rang |
| Athleten                                                                                    | Wettbewerbe | Gegner       | Punkte       | Gegner             | Punkte        | Gegner        | Punkte        | Gegner         | Punkte         | Rang |
| ------------------------------------------------------------------------------------------- | ----------- | ------------ | ------------ | ------------------ | ------------- | ------------- | ------------- | -------------- | -------------- | ---- |
| Mixed                                                                                       |             |              |              |                    |               |               |               |                |                |      |
| Marta Bassino Federica Brignone Nicol Delago Luca De Aliprandini Tommaso Sala Alex Vinatzer | Mannschaft  | ROC          | 3:1          | Vereinigte Staaten | 1:3           | ausgeschieden | ausgeschieden | ausgeschieden  | ausgeschieden  | 8    |

### Skilanglauf
| Athleten                                                                    | Wettbewerbe       | Zeit        | Rang |
| --------------------------------------------------------------------------- | ----------------- | ----------- | ---- |
| Frauen                                                                      |                   |             |      |
| Anna Comarella                                                              | 10 km Klassisch   | 31:09,5 min | 26   |
| Anna Comarella                                                              | 15 km Skiathlon   | 49:27,8 min | 37   |
| Anna Comarella                                                              | 30 km Freier Stil | 1:36:12,4 h | 40   |
| Martina Di Centa                                                            | 10 km Klassisch   | 31:08,8 min | 37   |
| Martina Di Centa                                                            | 15 km Skiathlon   | 49:22,8 min | 36   |
| Martina Di Centa                                                            | 30 km Freier Stil | 1:33:56,6 h | 34   |
| Caterina Ganz                                                               | 10 km Klassisch   | 31:08,1 min | 35   |
| Caterina Ganz                                                               | 15 km Skiathlon   | 49:53,9 min | 42   |
| Caterina Ganz                                                               | 30 km Freier Stil | 1:38:19,5 h | 45   |
| Cristina Pittin                                                             | 15 km Skiathlon   | 49:48,6 min | 41   |
| Cristina Pittin                                                             | 30 km Freier Stil | 1:33:54,8 h | 33   |
| Lucia Scardoni                                                              | 10 km Klassisch   | 31:09,5 min | 38   |
| Anna Comarella Martina Di Centa Caterina Ganz Lucia Scardoni                | 4 × 5-km-Staffel  | 57:20,5 min | 8    |
| Männer                                                                      |                   |             |      |
| Francesco De Fabiani                                                        | 15 km Klassisch   | 40:16,4 min | 18   |
| Francesco De Fabiani                                                        | 30 km Skiathlon   | 1:19:47,6 h | 8    |
| Maicol Rastelli                                                             | 15 km Klassisch   | 42:25,4 min | 52   |
| Giandomenico Salvadori                                                      | 15 km Klassisch   | 40:33,2 min | 22   |
| Giandomenico Salvadori                                                      | 30 km Skiathlon   | 1:26:10,7 h | 48   |
| Giandomenico Salvadori                                                      | 50 km Freier Stil | 1:14:49,1 h | 18   |
| Paolo Ventura                                                               | 15 km Klassisch   | 41:12,2 min | 34   |
| Paolo Ventura                                                               | 30 km Skiathlon   | 1:24:00,4 h | 34   |
| Paolo Ventura                                                               | 50 km Freier Stil | 1:16:05,4 h | 32   |
| Francesco De Fabiani Davide Graz Giandomenico Salvadori Federico Pellegrino | 4 × 10-km-Staffel | 2:00:16,6 h | 8    |

| Athleten                                 | Wettbewerbe     | Qualifikation | Qualifikation | Viertelfinale | Viertelfinale | Halbfinale    | Halbfinale    | Finale        | Finale        | Rang   |
| Athleten                                 | Wettbewerbe     | Zeit          | Rang          | Zeit          | Rang          | Zeit          | Rang          | Zeit          | Rang          | Rang   |
| ---------------------------------------- | --------------- | ------------- | ------------- | ------------- | ------------- | ------------- | ------------- | ------------- | ------------- | ------ |
| Frauen                                   |                 |               |               |               |               |               |               |               |               |        |
| Caterina Ganz                            | Sprint Freistil | 3:24,13 min   | 30            | 3:24,04 min   | 6             | ausgeschieden | ausgeschieden | ausgeschieden | ausgeschieden | 30     |
| Greta Laurent                            | Sprint Freistil | 3:22,84 min   | 25            | 3:26,96 min   | 6             | ausgeschieden | ausgeschieden | ausgeschieden | ausgeschieden | 28     |
| Cristina Pittin                          | Sprint Freistil | 3:30,64 min   | 47            | ausgeschieden | ausgeschieden | ausgeschieden | ausgeschieden | ausgeschieden | ausgeschieden | 47     |
| Lucia Scardoni                           | Sprint Freistil | 3:23,61 min   | 29            | 3:27,07 min   | 6             | ausgeschieden | ausgeschieden | ausgeschieden | ausgeschieden | 29     |
| Caterina Ganz Lucia Scardoni             | Team-Sprint     | —             | —             | —             | —             | 23:47,06 min  | 7             | ausgeschieden | ausgeschieden | 13     |
| Männer                                   |                 |               |               |               |               |               |               |               |               |        |
| Francesco de Fabiani                     | Sprint Freistil | 2:55,56 min   | 35            | ausgeschieden | ausgeschieden | ausgeschieden | ausgeschieden | ausgeschieden | ausgeschieden | 35     |
| Davide Graz                              | Sprint Freistil | 2:53,58 min   | 25            | 2:56,09 min   | 6             | ausgeschieden | ausgeschieden | ausgeschieden | ausgeschieden | 28     |
| Federico Pellegrino                      | Sprint Freistil | 2:49,55 min   | 6             | 2:53,08 min   | 1             | 2:52,17 min   | 1             | 2:58,32 min   | 2             | Silber |
| Maicol Rastelli                          | Sprint Freistil | 3:02,04 min   | 51            | ausgeschieden | ausgeschieden | ausgeschieden | ausgeschieden | ausgeschieden | ausgeschieden | 51     |
| Francesco De Fabiani Federico Pellegrino | Team-Sprint     | —             | —             | —             | —             | 20:06,99 min  | 1             | 19:48,42 min  | 6             | 6      |

### Skispringen
| Athleten           | Wettbewerb    | Qualifikation | Qualifikation | Qualifikation | 1. Durchgang | 1. Durchgang | 1. Durchgang | 2. Durchgang  | 2. Durchgang  | 2. Durchgang  | Gesamt | Gesamt |
| Athleten           | Wettbewerb    | Weite         | Punkte        | Rang          | Weite        | Punkte       | Rang         | Weite         | Punkte        | Rang          | Punkte | Rang   |
| ------------------ | ------------- | ------------- | ------------- | ------------- | ------------ | ------------ | ------------ | ------------- | ------------- | ------------- | ------ | ------ |
| Frauen             |               |               |               |               |              |              |              |               |               |               |        |        |
| Jessica Malsiner   | Normalschanze | —             | —             | —             | 76,5 m       | 62,0         | 30           | 75,5 m        | 62,4          | 27            | 124,4  | 29     |
| Männer             |               |               |               |               |              |              |              |               |               |               |        |        |
| Giovanni Bresadola | Normalschanze | 94,0 m        | 91,8          | 21            | 93,5 m       | 110,3        | 41           | ausgeschieden | ausgeschieden | ausgeschieden | 110,3  | 41     |
| Giovanni Bresadola | Großschanze   | 117,5 m       | 97,0          | 35            | 127,0 m      | 114,6        | 35           | ausgeschieden | ausgeschieden | ausgeschieden | 114,6  | 35     |

### Snowboard
| Athleten        | Wettbewerbe | Qualifikation | Qualifikation | Finale        | Finale        | Rang |
| Athleten        | Wettbewerbe | Punkte        | Rang          | Punkte        | Rang          | Rang |
| --------------- | ----------- | ------------- | ------------- | ------------- | ------------- | ---- |
| Männer          |             |               |               |               |               |      |
| Emiliano Lauzi  | Big Air     | 93,00         | 22            | ausgeschieden | ausgeschieden | 22   |
| Emiliano Lauzi  | Slopestyle  | 71,71         | 7             | 80,01         | 5             | 5    |
| Lorenzo Gennero | Halfpipe    | 34,75         | 19            | ausgeschieden | ausgeschieden | 19   |
| Louie Vito      | Halfpipe    | 60,25         | 13            | ausgeschieden | ausgeschieden | 13   |

| Athleten           | Wettbewerbe           | Qualifikation | Qualifikation | Achtelfinale  | Achtelfinale  | Viertelfinale | Viertelfinale | Halbfinale    | Halbfinale    | Finale/Platz 3 | Finale/Platz 3 | Rang |
| Athleten           | Wettbewerbe           | Zeit          | Rang          | Gegner        | Zeit          | Gegner        | Zeit          | Gegner        | Zeit          | Gegner         | Zeit           | Rang |
| ------------------ | --------------------- | ------------- | ------------- | ------------- | ------------- | ------------- | ------------- | ------------- | ------------- | -------------- | -------------- | ---- |
| Frauen             |                       |               |               |               |               |               |               |               |               |                |                |      |
| Lucia Dalmasso     | Parallel-Riesenslalom | 1:47,68 min   | 29            | ausgeschieden | ausgeschieden | ausgeschieden | ausgeschieden | ausgeschieden | ausgeschieden | ausgeschieden  | ausgeschieden  | 29   |
| Nadya Ochner       | Parallel-Riesenslalom | 1:28,84 min   | 16            | Ledecká       | DNF           | ausgeschieden | ausgeschieden | ausgeschieden | ausgeschieden | ausgeschieden  | ausgeschieden  | 16   |
| Männer             |                       |               |               |               |               |               |               |               |               |                |                |      |
| Daniele Bagozza    | Parallel-Riesenslalom | 1:22,48 min   | 16            | Lee           | +0,92 s       | ausgeschieden | ausgeschieden | ausgeschieden | ausgeschieden | ausgeschieden  | ausgeschieden  | 15   |
| Edwin Coratti      | Parallel-Riesenslalom | 1:22,49 min   | 17            | ausgeschieden | ausgeschieden | ausgeschieden | ausgeschieden | ausgeschieden | ausgeschieden | ausgeschieden  | ausgeschieden  | 17   |
| Mirko Felicetti    | Parallel-Riesenslalom | 1:22,26 min   | 12            | Kwiatkowski   | DNF           | ausgeschieden | ausgeschieden | ausgeschieden | ausgeschieden | ausgeschieden  | ausgeschieden  | 12   |
| Roland Fischnaller | Parallel-Riesenslalom | 1:21,59 min   | 6             | Košir         | DNF           | Prommegger    | −0,51 s       | Karl          | DNF           | Wild           | DNF            | 4    |

| Athleten                           | Wettbewerbe    | Qualifikation | Qualifikation | Achtelfinale | Viertelfinale | Halbfinale    | Finale            | Rang   |
| Athleten                           | Wettbewerbe    | Zeit          | Rang          | Rang         | Rang          | Rang          | Rang              | Rang   |
| ---------------------------------- | -------------- | ------------- | ------------- | ------------ | ------------- | ------------- | ----------------- | ------ |
| Frauen                             |                |               |               |              |               |               |                   |        |
| Sofia Belingheri                   | Snowboardcross | 1:27,81 min   | 29            | 3            | ausgeschieden | ausgeschieden | ausgeschieden     | 24     |
| Caterina Carpano                   | Snowboardcross | 1:24,87 min   | 11            | 2            | 3             | ausgeschieden | ausgeschieden     | 10     |
| Francesca Gallina                  | Snowboardcross | 1:25,27 min   | 22            | 3            | ausgeschieden | ausgeschieden | ausgeschieden     | 22     |
| Michela Moioli                     | Snowboardcross | 1:22,19 min   | 1             | 1            | 1             | 3             | B-Finale: 4 (DNF) | 8      |
| Männer                             |                |               |               |              |               |               |                   |        |
| Filippo Ferrari                    | Snowboardcross | 1:24,77 min   | 31            | DNS          | ausgeschieden | ausgeschieden | ausgeschieden     | 31     |
| Tommaso Leoni                      | Snowboardcross | 1:18,13 min   | 19            | 1            | 2             | 4             | B-Finale: 4       | 8      |
| Lorenzo Sommariva                  | Snowboardcross | 1:17,98 min   | 9             | 4 (DNF)      | ausgeschieden | ausgeschieden | ausgeschieden     | 26     |
| Omar Visintin                      | Snowboardcross | 1:17,68 min   | 6             | 1            | 1             | 2             | 3                 | Bronze |
| Mixed                              |                |               |               |              |               |               |                   |        |
| Omar Visintin Michela Moioli       | Snowboardcross | —             | —             | —            | 1             | 1             | 2                 | Silber |
| Lorenzo Sommariva Caterina Carpano | Snowboardcross | —             | —             | —            | 2             | 1             | 4                 | 4      |